# BMTI
BMTI S.c.p.A. è una società pubblica del sistema camerale italiano non a scopo di lucro. Istituita dal Ministero delle politiche agricole alimentari e forestali nel 2006, si occupa della regolazione, dello sviluppo, della trasparenza del mercato, della diffusione dei prezzi e dell’informazione economica.

## Storia
Risale al 1913 la prima legislazione che richiama le Borse di Commercio, dove si indica la regolamentazione delle Camere tenute a dare supporto organizzativo. Nel 1955 il legislatore chiama le Camere di Commercio alla formazione delle mercuriali e dei listini prezzi, cui fa riferimento l’articolo 1474 del codice civile italiano che ne sancisce il valore legale.
Nel 2000 il sistema camerale applica le tecnologie digitali al sistema delle borse merci tradizionali, avviando quel percorso che ha poi portato alla creazione della Borsa merci telematica italiana: il servizio addetto alla regolamentazione dei prodotti agricoli, agroenergetici, agroalimentari, ittici e dei servizi logistici. Per svolgere tale attività viene costituita la società per azioni Meteora, con il duplice obiettivo di introdurre, da un lato l’innovazione nelle negoziazioni delle borse merci valorizzando gli strumenti digitali e, dall’altro, di portare ad omogeneità le rilevazioni dei prezzi realizzate dalle Camere di commercio.
Meteora nasce con lo scopo di assistere le camere di commercio nello svolgimento delle proprie competenze storiche in materia di regolazione, monitoraggio e trasparenza dei mercati. L’evoluzione dell’impianto legislativo che regola il settore agricolo e agroalimentare avviata nel 2001, ha definito un periodo sperimentale relativo alle negoziazioni telematiche e ha previsto l’emanazione, da parte del Ministro delle politiche agricole e forestali, di un regolamento per il funzionamento telematico delle borse merci italiane.
Con il Decreto del Ministero delle politiche agricole alimentari e forestali n. 174 nel 2006, poi modificato nel 2012, che regola il funzionamento del sistema telematico delle borse merci italiane, viene istituita la Borsa merci telematica italiana, una nuova società che si trasforma in società consortile per azioni assumendo la denominazione di BMTI S.c.p.a..
Nel 2016, il Ministero dello sviluppo economico, a seguito dello scioglimento del Consorzio Infomercati, affida ad Unioncamere la funzione di gestire e diffondere i prezzi rilevati nei mercati all’ingrosso e BMTI diventa la Società del sistema camerale che svolge anche questi compiti.
Nel 2017 a BMTI è attribuita una nuova funzione: gestire la segreteria tecnica delle Commissioni Uniche Nazionali (CUN), anche fornendo report informativi contenenti dati di mercato a supporto dei lavori delle stesse Commissioni. Nel 2017, infatti, il legislatore dà attuazione alla normativa per l’istituzione e il funzionamento delle CUN che hanno il compito di formulare, in modo regolamentato e trasparente, la tendenza di mercato e i relativi prezzi indicativi a livello nazionale, per i prodotti delle filiere maggiormente rappresentative del sistema agroalimentare.

## Attività
Le Camere di Commercio hanno, fra le altre, funzioni in materia di rilevazione dei prezzi e delle tariffe, di tutela del consumatore e di sostegno alla competitività delle imprese e dei territori tramite attività d’informazione economica. In questo contesto BMTI fornisce supporto al sistema camerale nella valorizzazione di tali competenze, con l’obiettivo sia di favorire la trasparenza dei mercati a beneficio delle imprese e dei consumatori, sia di supportare gli enti pubblici nelle loro attività di monitoraggio dei mercati e di programmazione delle politiche economiche.
La Società, realizza documenti di analisi e strumenti informativi, per i servizi pubblici locali, per le aziende e la collettività. Il monitoraggio riguarda il servizio di fornitura dell’energia elettrica, quello di fornitura del gas naturale, quello di raccolta dei rifiuti solidi urbani ed il sistema idrico. L’attività di analisi dei mercati è svolta mediante il patrimonio informativo costituito dalle banche dati dei prezzi all’ingrosso ufficiali delle Camere di Commercio, dei mercati all’ingrosso, delle Commissioni Uniche Nazionali e dalle quotazioni della borsa merci telematica italiana.
Con il decreto n. 72 del 31 marzo 2017 del Ministero delle politiche agricole alimentari e forestali (MIPAAF) di concerto con il Ministero dello Sviluppo Economico, che istituisce le Commissioni Uniche Nazionali (C.U.N.), BMTI acquisisce la gestione della segreteria tecnica e di supportare il ministero nelle attività volte ad istituirle.
Le C.U.N. hanno la finalità di definire, in maniera regolamentata e trasparente, i prezzi indicativi e le relative tendenze di mercato dei prodotti agricoli, agroalimentari ed ittici. Le C.U.N. attive sono: C.U.N. suini da macello, C.U.N. suinetti, C.U.N. scrofe da macello, C.U.N. grasso e strutti, C.U.N. tagli di carne suina fresca, C.U.N. conigli vivi da carne da allevamento nazionale, C.U.N. uova in natura da consumo.
BMTI, ai sensi del Decreto n. 174 del 6 aprile 2006 e s.m.i. del MIPAAF, gestisce la piattaforma online della Borsa Merci Telematica Italiana che consente la negoziazione quotidiana dei prodotti agricoli, agroenergetici, agroalimentari ed ittici. Questo strumento, fonda le basi sulla trasparenza e regolamentazione delle contrattazioni, con lo scopo di far incontrare domanda e offerta come richiedono le dinamiche di mercato con un monitoraggio in tempo reale dei prezzi e dei quantitativi di prodotto scambiati. Il mercato, anche se telematico, è reale e non finanziario e dopo la conclusione dei contratti tutti i prodotti sono sempre consegnati dai venditori agli acquirenti.